# Centrale solaire d'Alvarado I
Alvarado I est une grande centrale solaire thermique situé à Alvarado, en Estrémadure, en Espagne. La construction de la centrale a commencé en décembre 2007 et a été achevée en juillet 2009, lorsque l'exploitation commerciale a commencé. Elle dispose d'une puissance nominale de 50 MWe, et, est une des plus grandes centrales thermiques solaires au monde,.

## Présentation
L'installation est construite sur un site d'un kilomètre carré qui dispose d'une ressource solaire de 2 174 kWh m-2 an-1. Sa production estimé est de 105,2 GWh d'électricité par an (soit une puissance moyenne de 12 MW). L'usine utilise la technologie de miroirs cylindro-paraboliques, et est constitué de 768 capteurs solaires thermiques, avec une température de sortie de 393 °C. Les caloporteurs utilisés sont du biphényle et du phénoxybenzène.
Une deuxième installation de 50 MWe, Alvarado II, est actuellement au stade de projet. Elle est prévue d'être construite dans la même zone qu'Alvarado I.

### Sources
- (en) Cet article est partiellement ou en totalité issu de l’article de Wikipédia en anglais intitulé « Alvarado I » (voir la liste des auteurs).